# Michael Deloach
Michael Brandon Deloach (Rocky Mount, Carolina del Norte, 14 de enero de 1986) es un exjugador de baloncesto estadounidense. Con 1,86 metros de estatura, jugaba en la posición de base. 

## Trayectoria deportiva

### Universidad
Jugó cuatro temporadas con los Spartans de la Universidad Estatal de Norfolk, en las que promedió 15,5 puntos, 3,8 rebotes, 2,6 asistencias y 1,8 robos de balón por partido. En sus dos últimas fue incluido en el mejor quinteto de la Mid-Eastern Athletic Conference.

### Profesional
Tras no ser elegido en el Draft de la NBA de 2010, firmó su primer contrato profesional con el Siarka Jezioro Tarnobrzeg de la liga polaca, donde promedió 10,8 pumtos y 2,3 asistencias en 21 partidos, abandonando el equipo en marzo de 2011.
En enero de 2012 fichó por el Tuři Svitavy de la liga checa, donde acabó la temporada promediando 11,9 puntos y 5,2 asistencias por partido, renovando por una temporada más, en la que sus números se fueron hasta los 17,7 puntos, 6,7 rebotes y 4,5 asistencias, siendo elegido jugador del año de la liga.
En julio de 2013 fichó por el Pallacanestro Lucca de la Divisione Nazionale A Silver, la tercera categoría del baloncesto italiano, donde jugó 23 partidos, en los que promedió 18,7 puntos y 4,6 rebotes, siendo traspasado en febrero de 2014 al Pallacanestro Chieti, donde acabó la temporada promediando 15,9 puntos y 3,8 rebotes por partido.
En julio de 2014 firmó con el Viola Reggio Calabria de la Serie A2,  donde completó una temporada en la que promedió 15,2 puntos y lideró la liga en asistencias con 5,2 por partido.
En julio de 2015 se comprometió por una temporada con el Basket Ravenna, en la que promedió 18,2 puntos y 4,7 asistencias por partido. la temporada siguiente fichó por el Eurobasket Roma, convirtiéndose en el primer estadounidense en la historia del club. En su primera temporada promedió 17,2 puntos y 6,3 rebotes por partido.